# 佐藤樹一郎
佐藤 樹一郎（さとう きいちろう、1957年〈昭和32年〉11月28日 - ）は、日本の政治家、経産官僚。大分県知事（公選第20代）。無所属。大分県大分市長（公選第5代）を務めた。

## 来歴
大分県大分市生まれ。大分市立稙田小学校、大分市立稙田中学校、大分県立大分雄城台高等学校、東京大学経済学部卒業。
1980年、通商産業省入省。本省勤務の他、1995年から3年間、在サンフランシスコ日本国総領事館領事。2007年より独立行政法人経済産業研究所副所長、2009年より中小企業庁次長、2010年より独立行政法人日本貿易振興機構（ジェトロ）ニューヨーク事務所長。2012年に退官し、JSR株式会社入社。2014年、同社退職。
2014年10月17日、翌年4月の大分市長選挙に出馬する意向を表明した。選挙戦では自由民主党、維新の党、日本を元気にする会の推薦及び公明党の支持を受け、民主党、社会民主党の支援を受けた元大分大学教授の椋野美智子を破り、初当選した。4月27日、大分市役所に初登庁し、正式に大分市長に就任した。任期満了に伴う2019年4月21日の大分市長選は共産新人で党地区部長の小手川恵を破り再選。
2022年11月11日、翌年4月の大分県知事選挙への立候補を表明した。4月9日の大分県知事選で元参議院議員の安達澄を破り初当選した。

## 年譜
- 1957年11月28日 - 大分県大分市にて出生
- 1970年3月 - 大分市立稙田小学校卒業
- 1973年3月 - 大分市立稙田中学校卒業
- 1976年
  - 3月 - 大分県立大分雄城台高等学校卒業
  - 4月 - 東京大学入学
- 1980年
  - 3月 - 東京大学経済学部卒業
  - 4月 - 通商産業省入省
- 1981年 - 基礎産業局基礎化学品課
- 1983年 - 大臣官房調査統計部管理課
- 1984年 - 生活産業局総務課
- 1985年 - 経済企画庁内国調査第一課
- 1987年 - 資源エネルギー庁鉱業課
- 1988年 - 機械情報産業局車両課
- 1990年 - 科学技術庁原子力安全課
- 1992年 - 大臣官房調査統計部管理課
- 1993年 - 工業技術院総務課
- 1994年 - 工業技術院総務部成果普及企画官
- 1995年 - 在サンフランシスコ日本国総領事館領事
- 1998年 - 基礎産業局アルコール課長
- 2000年 - 近畿通商産業局総務企画部長
- 2002年 - 資源エネルギー庁省エネルギー・新エネルギー部省エネルギー対策課長
- 2004年 - 産業技術環境局産業技術政策課長
- 2005年 - 独立行政法人中小企業基盤整備機構総務部長
- 2006年 - 中部経済産業局長
- 2007年 - 独立行政法人経済産業研究所副所長
- 2009年 - 中小企業庁次長
- 2010年 - 日本貿易振興機構ニューヨーク事務所長
- 2012年 - JSR株式会社入社
- 2014年 - JSR株式会社退社
- 2015年4月26日 - 大分市長選挙に無所属（自民・維新・日本を元気にする会推薦）で出馬し、初当選
- 2019年4月21日 - 大分市長選挙に自民・自由党・公明党大分県本部が推薦、社民党が支持を受けて出馬し、2選[12]。
- 2023年4月9日 - 大分県知事選挙に無所属（自民・公明推薦）で出馬し、初当選。